# Cybulin (Mazovie)
Pour les articles homonymes, voir Cybulin.
Cybulin (prononciation : [t͡sɨˈbulin]) est un village polonais de la gmina de Bodzanów dans le powiat de Płock de la voïvodie de Mazovie dans le centre-est de la Pologne.
Il se situe à environ 26 kilomètres à l'est de Płock (siège du powiat) et à 71 kilomètres au nord-ouest de Varsovie (capitale de la Pologne).

## Histoire
De 1975 à 1998, le village appartenait administrativement à la voïvodie de Płock.